# Liste der Monuments historiques in Gosné
Die Liste der Monuments historiques in Gosné führt die Monuments historiques in der französischen Gemeinde Gosné auf.

## Liste der Objekte
| Bezeichnung                                                  | Beschreibung  | Standort                                                           | Kennzeichnung | Schutzstatus | Datum | Bild |
| ------------------------------------------------------------ | ------------- | ------------------------------------------------------------------ | ------------- | ------------ | ----- | ---- |
| Zwei Skulpturen: Heiliger Dominikus und ein heiliger Bischof | Holz, um 1800 | in der Kirche Notre-Dame-de-la-Visitation bzw. im Pfarrhaus (Lage) | PM35001095    | Inscrit      | 1974  |      |